# Sicista kluchorica
Espèce
Statut de conservation UICN

 LC  : Préoccupation mineure
Sicista kluchorica est une espèce de petit rongeur de la famille des Dipodidae. 
L'espèce a été décrite en 1988 par trois zoologistes russes : Vladimir Evgenevich Sokolov, Yu. M. Kovalskaya et le Dr. Marina I. Baskevich.

## Répartition et habitat
Cette espèce est présente en Géorgie et en Russie et doit son nom au col de Kloukhor dans le Grand Caucase. Elle vit dans les prairies, les pâturages, les clairières des forêts et aux bords des rivières.